# جونسان
جونسان هي مدينة في كوريا الجنوبية، تتبع مقاطعة جولا الشمالية، بلغ عدد سكانها 275,155 نسمة في 2015، تبلغ مساحتها 37,772 كيلومتر مربع.

## المناخ
يظهر الجدول التالي التغييرات المناخية على مدار السنة لجونسان:
| البيانات المناخية لـجونسان                                                    | البيانات المناخية لـجونسان | البيانات المناخية لـجونسان | البيانات المناخية لـجونسان | البيانات المناخية لـجونسان | البيانات المناخية لـجونسان | البيانات المناخية لـجونسان | البيانات المناخية لـجونسان | البيانات المناخية لـجونسان | البيانات المناخية لـجونسان | البيانات المناخية لـجونسان | البيانات المناخية لـجونسان | البيانات المناخية لـجونسان | البيانات المناخية لـجونسان |
| الشهر                                                                         | يناير                      | فبراير                     | مارس                       | أبريل                      | مايو                       | يونيو                      | يوليو                      | أغسطس                      | سبتمبر                     | أكتوبر                     | نوفمبر                     | ديسمبر                     | المعدل السنوي              |
| ----------------------------------------------------------------------------- | -------------------------- | -------------------------- | -------------------------- | -------------------------- | -------------------------- | -------------------------- | -------------------------- | -------------------------- | -------------------------- | -------------------------- | -------------------------- | -------------------------- | -------------------------- |
| الدرجة القصوى °م (°ف)                                                         | 18.1 (64.6)                | 20.6 (69.1)                | 26.1 (79.0)                | 29.7 (85.5)                | 31.1 (88.0)                | 32.1 (89.8)                | 36.9 (98.4)                | 36.1 (97.0)                | 33.9 (93.0)                | 29.5 (85.1)                | 25.2 (77.4)                | 18.4 (65.1)                | 36.9 (98.4)                |
| متوسط درجة الحرارة الكبرى °م (°ف)                                             | 3.4 (38.1)                 | 5.1 (41.2)                 | 9.9 (49.8)                 | 16.4 (61.5)                | 21.6 (70.9)                | 25.4 (77.7)                | 28.6 (83.5)                | 29.6 (85.3)                | 25.6 (78.1)                | 20.0 (68.0)                | 12.9 (55.2)                | 6.6 (43.9)                 | 17.1 (62.8)                |
| المتوسط اليومي °م (°ف)                                                        | −0.4 (31.3)                | 1.1 (34.0)                 | 5.4 (41.7)                 | 11.4 (52.5)                | 16.8 (62.2)                | 21.2 (70.2)                | 24.9 (76.8)                | 25.7 (78.3)                | 21.3 (70.3)                | 15.2 (59.4)                | 8.4 (47.1)                 | 2.5 (36.5)                 | 12.8 (55.0)                |
| متوسط درجة الحرارة الصغرى °م (°ف)                                             | −3.7 (25.3)                | −2.3 (27.9)                | 1.8 (35.2)                 | 7.3 (45.1)                 | 12.9 (55.2)                | 17.9 (64.2)                | 22.1 (71.8)                | 22.6 (72.7)                | 17.6 (63.7)                | 11.0 (51.8)                | 4.6 (40.3)                 | −0.9 (30.4)                | 9.2 (48.6)                 |
| أدنى درجة حرارة °م (°ف)                                                       | −14.7 (5.5)                | −12.7 (9.1)                | −8.5 (16.7)                | −1.6 (29.1)                | 4.4 (39.9)                 | 10.8 (51.4)                | 14.1 (57.4)                | 14.5 (58.1)                | 8.3 (46.9)                 | 0.7 (33.3)                 | −7.4 (18.7)                | −14.5 (5.9)                | −14.7 (5.5)                |
| الهطول مم (إنش)                                                               | 32.5 (1.28)                | 32.7 (1.29)                | 45.6 (1.80)                | 78.2 (3.08)                | 81.8 (3.22)                | 154.8 (6.09)               | 241.2 (9.50)               | 263.1 (10.36)              | 127.3 (5.01)               | 54.2 (2.13)                | 58.5 (2.30)                | 32.1 (1.26)                | 1٬202 (47.32)              |
| متوسط أيام هطول الأمطار (≥ 0.1 mm)                                            | 11.0                       | 7.7                        | 8.7                        | 7.6                        | 8.2                        | 8.9                        | 13.3                       | 12.5                       | 8.3                        | 6.5                        | 10.0                       | 10.6                       | 113.3                      |
| متوسط الأيام المثلجة                                                          | 10.5                       | 6.0                        | 2.0                        | 0.1                        | 0.0                        | 0.0                        | 0.0                        | 0.0                        | 0.0                        | 0.0                        | 2.6                        | 7.9                        | 29.2                       |
| متوسط الرطوبة النسبية (%)                                                     | 70.9                       | 70.7                       | 70.9                       | 71.5                       | 74.9                       | 79.5                       | 83.6                       | 82.2                       | 77.9                       | 73.3                       | 71.7                       | 71.9                       | 74.9                       |
| ساعات سطوع الشمس الشهرية                                                      | 150.0                      | 165.7                      | 191.3                      | 210.0                      | 213.7                      | 176.6                      | 149.6                      | 179.9                      | 186.1                      | 192.4                      | 149.4                      | 147.0                      | 2٬111٫7                    |
| نسبة وصول أشعة الشمس                                                          | 48.3                       | 54.0                       | 51.6                       | 53.5                       | 49.0                       | 40.4                       | 33.7                       | 43.0                       | 50.0                       | 55.0                       | 48.4                       | 48.6                       | 47.5                       |
| المصدر: Korea Meteorological Administration (percent sunshine and snowy days) |                            |                            |                            |                            |                            |                            |                            |                            |                            |                            |                            |                            |                            |

## مدن توأم
المدن التوأم:
- ويندزر.

## أعلام
- كو أون
- ماسوتاتسو أوياما
- بارك سونغهيون
- إي أون جو
- أو سو تشيول